# PyGTK
PyGTK — оболонка на мові програмування Python для бібліотеки GTK+. PyGTK є вільним програмним забезпеченням, і розповсюджується на умовах ліцензії LGPL. PyGTK було обрано головним інструментом розробки прикладного програмного забезпечення для проекту Ноутбук_за_100_доларів.
Нині в основній команді шестеро розробників, однак, латки часто приймаються від великої кількості охочих допомогти розвитку модуля. 
Розробників та багатьох користувачів, зазвичай, можна знайти на IRC-каналі #pygtk серверу irc.gnome.org.

## Приклади коду
```
# -*- coding: utf-8 -*-

#!/usr/bin/env python

from
 
_gtk
 
import
 
*

from
 
GTK
 
import
 
*

def
 
glory
(
*
args
):

        
print
 
"Привіт Світ!"

        
gtk_widget_destroy
(
window
)

def
 
destroy
(
*
args
):

        
gtk_widget_hide
(
window
)

        
gtk_main_quit
()

gtk_init
()

window
 
=
 
gtk_window_new
(
WINDOW_TOPLEVEL
)

gtk_signal_connect
(
window
,
 
"destroy"
,
 
destroy
)

gtk_container_set_border_width
(
window
,
 
10
)

button
 
=
 
gtk_button_new_with_label
(
"Привіт Світ"
)

gtk_signal_connect
(
button
,
 
"clicked"
,
 
glory
)

gtk_container_add
(
window
,
 
button
)

gtk_widget_show
(
button
)

gtk_widget_show
(
window
)

gtk_main
()

```

Приклад об'єктно-орієнтованого коду:
```
# -*- coding: utf-8 -*-

#!/usr/bin/env python

import
 
pygtk

pygtk
.
require
(
'2.0'
)

import
 
gtk

class
 
HelloWorld
:

        
def
 
glory
(
self
,
 
widget
,
 
data
=
None
):

            
print
 
"Привіт Світ!"

        
def
 
delete_event
(
self
,
 
widget
,
 
event
,
 
data
=
None
):

            
print
 
"отримано сигнал delete"

            
return
 
False

        
def
 
destroy
(
self
,
 
widget
,
 
data
=
None
):

            
print
 
"отримано сигнал destroy"

            
gtk
.
main_quit
()

        
def
 
__init__
(
self
):

            
self
.
window
 
=
 
gtk
.
Window
(
gtk
.
WINDOW_TOPLEVEL
)

            
self
.
window
.
connect
(
"delete_event"
,
 
self
.
delete_event
)

            
self
.
window
.
connect
(
"destroy"
,
 
self
.
destroy
)

            
self
.
window
.
set_border_width
(
10
)

            
self
.
button
 
=
 
gtk
.
Button
(
"Привіт Світ!"
)

            
self
.
button
.
connect
(
"clicked"
,
 
self
.
glory
,
 
None
)

            
self
.
button
.
connect_object
(
"clicked"
,
 
gtk
.
Widget
.
destroy
,
 
self
.
window
)

            
self
.
window
.
add
(
self
.
button
)

            
self
.
button
.
show
()

            
self
.
window
.
show
()

        
def
 
main
(
self
):

            
gtk
.
main
()

if
 
__name__
 
==
 
"__main__"
:

            
hello
 
=
 
HelloWorld
()

            
hello
.
main
()

```